# Franz-Emil Keller
Franz-Emil Keller (* 9. Juli 1843 im Ortsteil Ottewig der heutigen Gemeinde Jahnatal; † 22. April 1925) war ein Orgelbauer in Ostrau.

## Leben
Nach einer Tischlerlehre bei seinem Vater erlernte Franz Emil Keller um 1865 den Orgelbau bei Friedrich Ladegast. 1867 richtet sich Franz Emil Keller in Ottewig eine Werkstatt ein, die er dort bis 1878 führte. Bis 1903 wirkte er als Orgelbauer von Ostrau aus.
Nach seinem Tod wurde er in einer Gruft auf dem Friedhof in Ostrau beigesetzt.
Keller baute ein- und zweimanualige Dorforgeln im romantischen Stil. Sein Wirkungskreis blieb auf Sachsen beschränkt. Neben Orgelneubauten führte er auch Reparaturen und Umbauten durch.

## Werke (Auswahl)
| Jahr      | Ort               | Kirche                         | Bild | Manuale | Register | Bemerkungen                                   |
| --------- | ----------------- | ------------------------------ | ---- | ------- | -------- | --------------------------------------------- |
| 1869–1870 | Staucha           | St. Johannes                   |      | II/P    | 27       | Orgel in der St. Johanneskirche Staucha       |
| 1878      | Mautitz           | Kirche Mautitz                 |      | I       | 4        | erhalten                                      |
| 1878      | Oberau            | St. Katharinen                 |      | I       | 4        |                                               |
| 1879      | Niederau          | St. Jakobus                    |      | I/P     | 9        |                                               |
| 1882      | Jahna             | St. Gotthard                   |      | II/P    | 18       |                                               |
| 1887      | Striegnitz        | Kirche Striegnitz              |      | II/P    | 13       |                                               |
| 1887      | Schweta           | St. Andreas                    |      | II/P    | 8        |                                               |
| 1888      | Kiebitz           | Kirche Kiebitz                 |      | II/P    | 15       | erhalten                                      |
| 1889      | Raußlitz          | Dorfkirche Raußlitz            |      | II/P    | 12       |                                               |
| 1889–1890 | Leuben-Schleinitz | Marienkirche Leuben            |      | II/P    | 21       |                                               |
| 1890      | Collm             | Kirche Collm                   |      | I/P     | 5        | erhalten                                      |
| 1891      | Planitz-Deila     | Kirche Planitz                 |      | II/P    | 13       |                                               |
| 1892      | Zschaitz          | Dorfkirche Zschaitz            |      | II/P    | 25       | [ 3 ]                                         |
| 1893      | Glaubitz          | Kirche Glaubitz                |      | II/P    | 13       |                                               |
| 1894      | Zschochau         | Kirche Zschochau               |      | II/P    | 16       | Umbau der Orgel von Johann Traugott Striegler |
| 1899      | Mehltheuer        | Kirche Mehltheuer              |      | II/P    | 14       |                                               |
| 1899      | Großdittmannsdorf | Evangelisch-Lutherische Kirche |      | II/P    | 9        | spätromantische Schleifladenorgel             |
| 1903      | Ostrau            | Trinitatiskirche               |      | II/P    | 18       | [ 4 ]                                         |